# 亚历山大·阿加西兹
亚历山大·埃马纽埃尔·鲁道夫·阿加西兹（英語：Alexander Emmanuel Rodolphe Agassiz，1835年12月17日—1910年3月27日），是出生于瑞士的美国海洋学家和工程师，其父亲是博物学家路易斯·阿加西兹。
亚历山大·阿加西兹出生于瑞士纳沙泰尔，1846年随父母移民美国。1855年毕业于哈佛大学，随后学习工程学和化学，并于1857年在哈佛大学劳伦斯科学学院获得理学学士学位。
1859年成为美国海岸调查局的助理。从那以后，他成为了海洋鱼类学的专家，但在矿山的调查、监管和开发方面投入了大量的时间。从1866年到1869年，他担任苏必利尔湖附近卡柳梅特（Calumet）铜矿的总监督，后任该矿矿长以终。他把一个亏损的企业改变为世界第一流的铜矿，为矿工安装现代化机械及安全设施、设立养老金制度及事故基金，并为周围社区建立了卫生设施。他曾协助查尔斯·威维尔·汤姆森整理和分类挑战者号科学考察期间收集的标本，并于1872～1874年写成他最重要的系统动物学著作《海胆的重新分类》（Review of the Echini）。亚历山大·阿加西兹因经营铜矿赚取了一笔财富，曾向哈佛博物馆及其他研究生物学的机构捐献巨款。1874～1885年任哈佛博物馆馆长。
1875年，他勘察了秘鲁的的的喀喀湖，考察了秘鲁和智利的铜矿，并为博物馆收集秘鲁的文物。1877～1880年参与美国海岸和大地测量局“布莱克”号轮船的三次疏浚考察，随后出版了2卷全面介绍考察成果的著作。
1896年，阿加西兹访问了斐济和昆士蘭州，考察了大堡礁，并于1898年发表了一篇关于大堡礁的论文。
阿加西兹关于海洋动物学的其他著作大多载于比较动物学博物馆的公报和回忆录中。不过，1865年，他与继母伊丽莎白·卡里·阿加西兹（Elizabeth Cary Agassiz）共同出版了《自然史中的海滨研究》（Seaside Studies in Natural History），这是一部既严谨又富有启发性的著作。他们还于1871年出版了《马萨诸塞湾的海洋动物》。
1902年8月，他获得了德国科学与艺术荣誉勋章功勋勋章。
阿加西兹曾担任美国国家科学院院长，该院自1913年起颁发亞歷山大·阿加西茲勳章（Alexander Agassiz Medal ）以纪念他。1910年亚历山大·阿加西兹在乘坐亚得里亚号从南安普敦到纽约的途中逝世。
他和妻子安娜·罗素（1840～1873年）育有三子：乔治·罗素·阿加西兹（1861～1951年）、马克西米利安·阿加西兹（1866～1943年）和罗多尔夫·路易斯·阿加西兹（1871～1933年）。